# Johann Wolfgang Döbereiner
Johann Wolfgang Döbereiner (13 de dezembro de 1780 – 24 de março de 1849) foi um químico alemão, mais conhecido pelo trabalho que prenunciou a lei periódica para os elementos químicos e inventando o primeiro isqueiro, que ficou conhecido como a lâmpada do Döbereiner. Ele tornou-se professor de química e farmácia na Universidade de Jena.

## Vida e trabalho
Foi no ano de 1824, enquanto Dobereiner estudava os elementos químicos cálcio (Ca), bário (Ba) e estrôncio (Sr), que ele constatou uma relação básica entre suas massas atômicas. Isto é, o pesquisador percebeu que a média da massa de um átomo de estrôncio era muito semelhante à massa atômica dos dois outros elementos. Constatou uma relação básica entre suas massas atômicas.
Döbereiner começou a estudar a lista dos elementos conhecidos, registrados com suas propriedades e pesos atômicos, e acabou descobrindo outros dois grupos de elementos com o mesmo padrão. O estrôncio situava-se a meio caminho (em peso atômico, cor, propriedades e reatividade) entre o cálcio e o bário; e o selênio podia ser igualmente situado entre o enxofre e o telúrio. Döbereiner chamou esses grupos de tríades, e começou uma ampla investigação dos elementos em busca de outros exemplos, mas não conseguiu encontrar mais. A “lei das tríades” de Döbereiner aplicava-se aos 54 elementos conhecidos. Ele também foi o descobridor dos elementos: Háfnio (Hf), Zircônio (Zr), Crômio (Cr) e Frâncio (Fr).
Contribuiu para o desenvolvimento da tecnologia dos vidros ópticos quando preparou e caracterizou quanto à refracção e à difracção vidros em cuja composição introduziu o bário e o estrôncio.
O escritor alemão Goethe era um amigo de Döbereiner, participaram de suas palestras semanais, e usou suas teorias de afinidades químicas como base para os seus famosos romances As Afinidades Eletivas, de 1809.